# Marcello Tegalliano
Marcello Tegalliano – według tradycji drugi doża Wenecji w latach 717–726. Wzmianka o nim jako doży pochodzi od weneckiego historyka Jana Diakona, który na przełomie X i XI wieku był nadwornym kronikarzem Pietro II Orseolo. Współcześni historycy podważają wzmiankę o Marcello jako doży, a jedyne dostępne źródła współczesne wydarzeniom z czasów narodzin Wenecji sugerują, że Marcello był magistrem militium egzarchy Rawenny Pauliciusa (Pawła), który w dziele Jana Diakona jest wymieniony jako pierwszy doża wenecki. Obecnie za pierwszego historycznego dożę uważa się następcę Marcellusa – Orso Ipato.